# Bataille du Rhône
La bataille du Rhône désigne un ensemble de manœuvres et de combats centrés sur le passage du Rhône par l'armée d'Hannibal Barca au cours de l'automne 218 av. J.C. au début de la deuxième guerre punique. Elle consiste à déjouer l'opposition des Gaulois à la traversée du Rhône, puis en un sévère accrochage contre une patrouille de reconnaissance romaine.

## Circonstances générales
Après la prise de la ville hispanique de Sagonte et la traversée des Pyrénées, Hannibal Barca marche vers l'Italie au printemps 218 av. J.-C. avec une armée de 38 000 fantassins, 8 000 cavaliers et 37 éléphants de guerre.
Côté Romains, le consul Publius Cornelius Scipion reçoit la mission d'envahir l'Hispanie carthaginoise où il ne doute pas de rencontrer Hannibal. Il est accompagné de son frère, Gnaeus Cornelius Scipio Calvus et de son fils, le futur Scipion l'Africain, alors âgé de 17 ans. Mais Scipion prend du retard dans la mobilisation des troupes, à la suite d'une révolte de Gaulois dans la plaine du Pô. Forte de deux légions et de nombreuses troupes alliées, soit 14 000 fantassins et 1 600 cavaliers, l'armée romaine s'embarque sur une flotte de soixante vaisseaux et longe la côte jusqu'à Massalia (Marseille), ville alliée de Rome où elle fait escale. C'est là que le consul apprend par des rumeurs qu'Hannibal, qu'il croyait encore au pied des Pyrénées, serait en train de franchir le Rhône à quatre jours de marche au nord de Marseille, soit à hauteur du village actuel de Caderousse selon Philippe Leveau. Il décide logiquement une opération de reconnaissance composée de trois cents de ses meilleurs cavaliers épaulés et guidés par des mercenaires gaulois à la solde des Marseillais,.
Hannibal avait forcé l'allure depuis les Pyrénées, achetant ou intimidant les tribus gauloises de rencontre. Il est possible qu'il ait détruit au passage le puissant oppidum d'Ensérune, dans l’Hérault. Mais à l'approche du Rhône, il constate qu'un fort parti de Volques, des Gaulois hostiles, l'attend sur l'autre rive,.

## Traversée du Rhône, engagement contre les Gaulois

Hannibal traversant le Rhône

Hannibal confie une partie de son armée à Hannon, fils de Bomilcar, avec mission de remonter le fleuve sur une quarantaine de kilomètres, de le traverser et revenir par la rive gauche pour surprendre l'ennemi au moment où lui-même lancerait la traversée. Selon les indications de ses guides gaulois, Hannon remonte jusqu'au point où le Rhône est divisé en deux par une île et plus facile à traverser.
L'emplacement de cette île est incertain, plusieurs propositions ont été faites : l'île Vieille en aval de Pont-Saint-Esprit, l'île de la Piboulette, au nord de Saint-Geniès-de-Comolas. Serge Lancel rappelle que le lit du Rhône a pu se modifier en vingt deux siècles et que l'existence de ces îles à l'époque n'est pas certaine. Au mieux, les traversées d'Hannon et d'Hannibal seraient dans un intervalle compris entre, au sud, le confluent du Rhône et de la Durance, et au nord, le confluent de l'Ardèche et du Rhône, pour éviter de franchir ces rivières. 
La manœuvre d'aller et retour dure quatre jours, que Hannibal met à profit pour rassembler un maximum d'embarcations. Au matin du cinquième jour, des signaux de fumées annoncent à Hannibal que Hannon est à pied d'œuvre. Le gros de l'armée s'élance alors dans un véritable débarquement d'assaut. Tite-Live et Polybe précisent, par exemple, que les barques portant des cavaliers traînaient derrière elles leurs chevaux nageant, maintenus par leurs rênes.
Attaqués de front par Hannibal et sur leur droite par Hannon, les Volques se débandent. Hannibal peut dès lors faire passer le restant de ses troupes et les bagages. Les éléphants traversent à la nage en suivant le plus impétueux d'entre eux qu'on pousse à l'eau, ou sur de grands radeaux. C'est alors qu'Hannibal apprend que les Romains ont débarqué à Marseille. Il détache aussitôt cinq cents cavaliers numides parmi les meilleurs pour l'informer de l'avance ennemie.

## Accrochage entre patrouilles de reconnaissance numide et romaine
Les Numides se heurtent assez rapidement aux cavaliers romains, d'où surprise réciproque et violente escarmouche. Polybe et Tite-Live parlent de 140 morts chez les Romains et plus de 200 chez les Numides mais c'est à prendre avec circonspection : après tout, il s'agissait de troupes de reconnaissance dont la mission était de renseigner leur chef respectif et non de combattre à outrance. Sans doute les belligérants rompirent le combat dès que les conditions d'une retraite sûre furent réunies. Une fois rentrés, on peut supposer qu'ils enjolivèrent quelque peu leur récit, l'essentiel était dans les renseignements qu'ils ramenaient. Selon Tite-Live, ce fut une coûteuse mais réelle victoire romaine, une sorte de préfiguration de la suite des événements, à savoir le triomphe final de Rome au prix d'énormes pertes. Le parallèle était tentant, mais il est permis de douter : les prestations très inférieures des cavaliers romains devant leurs homologues numides seront une des constantes de la guerre. Les cavaliers numides sont plus légers. Bien que montant à cru (et sans rênes), ils lancent leurs javelots à bonne distance contrairement aux cavaliers romains issus de l'aristocratie, portant glaive, lance, poignard et cuirasse. Scipion l'Africain lui-même ne remportera la victoire décisive que grâce à l'appoint de la cavalerie du roi Massinissa, qui s'était rallié à lui. L'issue de l'escarmouche aurait pu faire sous estimer les numides par Scipion avant la bataille du Tessin.

## Les suites
Soucieux avant tout de gagner l'Italie, Hannibal marche vers le Nord puis oblique vers les cols alpins pour traverser les Alpes. Publius Scipion, qui avait gagné le lieu de la traversée avec son armée pour n'y trouver personne, se rend à l'évidence : il avait manqué Hannibal. N'oubliant pas le but premier de sa mission, il confie ses troupes et sa flotte à son frère Cnaeus pour poursuivre jusqu'en Hispanie. Pour sa part, il rejoint les légions stationnées dans la plaine du Pô afin d'y attendre Hannibal au sortir des Alpes.
Dans les semaines qui suivent, Cnaeus s'illustre à la bataille de Cissé – ou Cissis –, près de Taragone tandis que son frère Publius connaît un échec lors de la bataille du Tessin.